# Anenský vrch (Wysoki Jesionik)
Anenský vrch (historyczna nazwa niem. Anna Berg) – szczyt (góra) o wysokości 861 m n.p.m. (podawana jest też wysokość 861,0 m n.p.m. , 860,7 m n.p.m.  lub 860 m n.p.m. ) w paśmie górskim Wysokiego Jesionika (cz. Hrubý Jeseník), w północno-wschodnich Czechach, w Sudetach Wschodnich, na Śląsku, w obrębie gminy Andělská Hora, oddalony o około 10,6 km na wschód od szczytu góry Pradziad (cz. Praděd). Rozległość góry (powierzchnia stoków) szacowana jest na około 4,2 km², a średnie nachylenie wszystkich stoków wynosi około 8°.

## Charakterystyka

### Lokalizacja

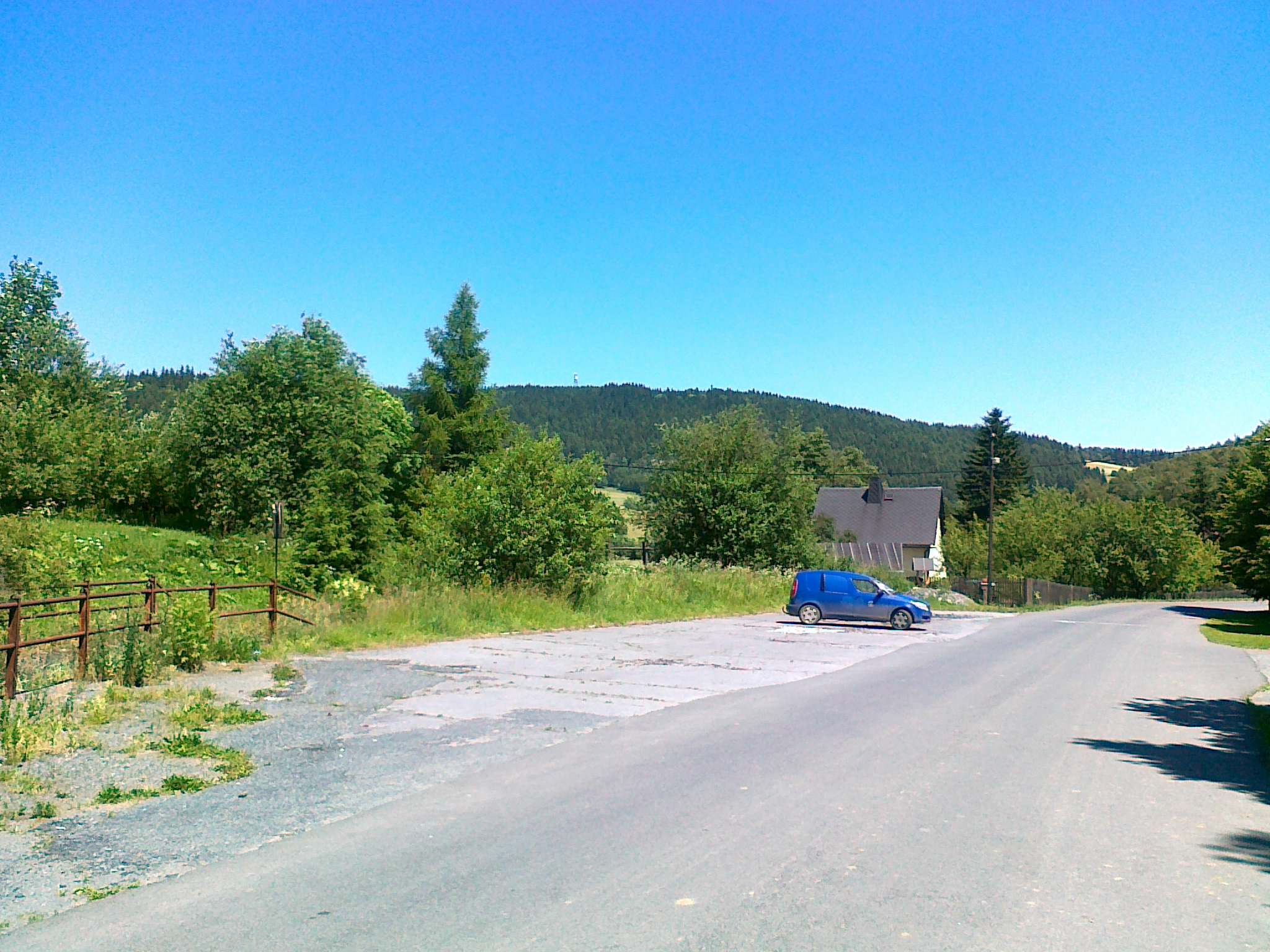
Widok z osady Suchá Rudná w kierunku góry Anenský vrch (2014 rok)

Góra Anenský vrch położona jest we wschodnim rejonie całego pasma Wysokiego Jesionika, leżąca w części Wysokiego Jesionika, w południowo-wschodnim obszarze (mikroregionu) o nazwie Masyw Orlíka (cz. Medvědská hornatina), na bocznym odgałęzieniu południowego, łukowatego grzbietu góry Vysoká hora, ciągnącego się od góry Zámecký vrch (2) do góry Nad Rychtou. Góra mająca kopulasty kształt części szczytowej jest położona na skraju Masywu Orlíka, przy granicy z sąsiednim pasmem o nazwie Niski Jesionik (cz. Nízký Jeseník) oraz jest dobrze rozpoznawalna w tej części pasma, ponieważ ma najwyższą wysokość, a w dodatku przy jej szczycie zainstalowano niewielką stalową, kratownicową wieżę przekaźnika radiowego. Góra rozpoznawalna jest m.in. z biegnącej u jej podnóża w części wschodniej drogi nr 452 Holčovice – Bílčice. Jest szczytem słabo widocznym m.in. z drogi okalającej połać szczytową góry Pradziad (szczyt widoczny na prawo poniżej szczytu góry Ostrý vrch), a z innego charakterystycznego punktu widokowego – z drogi okalającej szczyt góry Dlouhé stráně niewidoczny, bo przysłonięty szczytem Divoký kámen. Natomiast z wieży widokowej na Biskupiej Kopie szczyt jest ledwo co widoczny i można go pomylić z leżącym na tej samej linii patrzenia szczytem góry Šindelná.
Górę ograniczają: od południowego zachodu dolina potoku Stará voda, od zachodu dolina potoku o nazwie Zlatý potok, od północnego zachodu przełęcz o wysokości 829 m n.p.m. w kierunku szczytu Kopřivník–JZ, od północnego wschodu dolina potoku Uhlířský potok, od wschodu przełęcz o wysokości 741 m n.p.m. w kierunku nienazwanego szczytu o wysokości 750 m n.p.m., od południowego wschodu część doliny potoku o nazwie Světlohorský potok oraz od południa przełęcz o wysokości 728 m n.p.m. w kierunku szczytu Halda. W otoczeniu góry znajdują się następujące szczyty: od północy Kopřivník, od północnego wschodu Šindelná, Šindelná–J, Šindelná–JV, Hrbek–SZ, Hrbek, V Koleně i Kamenná Hůrka (dwa ostatnie szczyty leżą w paśmie o nazwie Niski Jesionik), od wschodu nienazwany szczyt o wysokości 750 m n.p.m., od południowego wschodu Zlatý kopec, nienazwane szczyty o wysokościach (765, 710, 681, 680, 688 i 705) m n.p.m. (siedem ostatnich szczytów leży w paśmie Niski Jesionik), od południa Halda, od południowego zachodu nienazwane szczyty o wysokościach (686 i 716) m n.p.m. i Dřevina, od zachodu Ovčí vrch (1) oraz od północnego zachodu Hláska, Kopřivník–JZ i Kopřivník–SZ. 

### Stoki
W obrębie góry można wyróżnić osiem następujących zasadniczych stoków:
- północno-wschodni
- wschodni
- południowo-wschodni
- południowy
- południowo-zachodni
- zachodni
- północno-zachodni
- północny

Około 50% powierzchni stoków jest zalesione, natomiast pozostała część stoków pokryta jest łąkami i polami ornymi. Występują tu wszystkie typy zalesienia: bór świerkowy, las mieszany oraz las liściasty, przy czym dominuje zalesienie lasem mieszanym. Na wszystkich stokach poza borem świerkowym, występują wraz z obniżaniem wysokości obszary lasu mieszanego i połacie lasu liściastego, a na stokach północno-wschodnim, wschodnim, południowo-wschodnim, południowym i południowo-zachodnim obszary pokryte łąkami i polami ornymi. Z odkrytych miejsc stoków roztaczają się perspektywy widokowe w kierunku pobliskiej okolicy oraz widocznych gór czy szczytów. Niemalże wszystkie stoki charakteryzują się znaczną zmiennością wysokości zalesienia, z występującymi znacznymi polanami i przerzedzeniami. Na łąkach i polach ornych występują – w związku z ewidencją gruntów i budynków – niemalże liniowe obszary zadrzewione dzielące poszczególne działki. Na stokach brak jest grup skalnych czy też większych pojedynczych skalisk, natomiast na dolnej części stoku wschodniego i u podnóża stoku południowego występują obszary głazowisk. U podnóży stoków północno-wschodniego, wschodniego i południowo-wschodniego przebiega sieć napowietrznej linia przesyłowej prądu o napięciu 22 kV. Na stoku wschodnim, blisko połaci szczytowej, w odległości około 200 m na północny wschód od szczytu znajduje się punkt do startów lotni i paralotni o nazwie PG startoviště Anenský vrch, natomiast na stoku południowo-wschodnim, w odległości około 1,2 km na południowy wschód od szczytu zlokalizowano pole do lądowań o nazwie PG přistávací plocha Anenský vrch. Ponadto na stoku południowo-wschodnim znajdują się pola na trasy narciarstwa zjazdowego, przy których zbudowano trzy wyciągi orczykowe. W odległości około 200 m na południe od szczytu (stok południowy) zbudowano w 1696 roku pielgrzymkowy barokowy kościół św. Anny, z prowadzącą do niego aleją jaworowo-lipową z umieszczonymi przy niej 15 stacjami drogi krzyżowej. W pobliżu tego kościoła znajduje się restauracja ze znajdującym się na zewnątrz tarasem. 
Stoki mają niejednolite, łagodne i mało zróżnicowane nachylenia. Średnie nachylenie stoków waha się bowiem od 4° (stok wschodni) do 13° (stoki zachodni i północno-zachodni). Średnie nachylenie wszystkich stoków góry (średnia ważona nachyleń stoków) wynosi około 8°. Maksymalne średnie nachylenie stoku południowo-zachodniego w pobliżu potoku o nazwie Zlatý potok, na wysokościach około 710 m n.p.m., na odcinku 50 m nie przekracza 35°. Stoki pokryte są siecią dróg oraz na ogół nieoznakowanych ścieżek i duktów. Przemierzając je zaleca się korzystanie ze szczegółowych map, z uwagi na zawiłości ich przebiegu, zalesienie oraz zorientowanie w terenie.

#### Aleja ze stacjami drogi krzyżowej

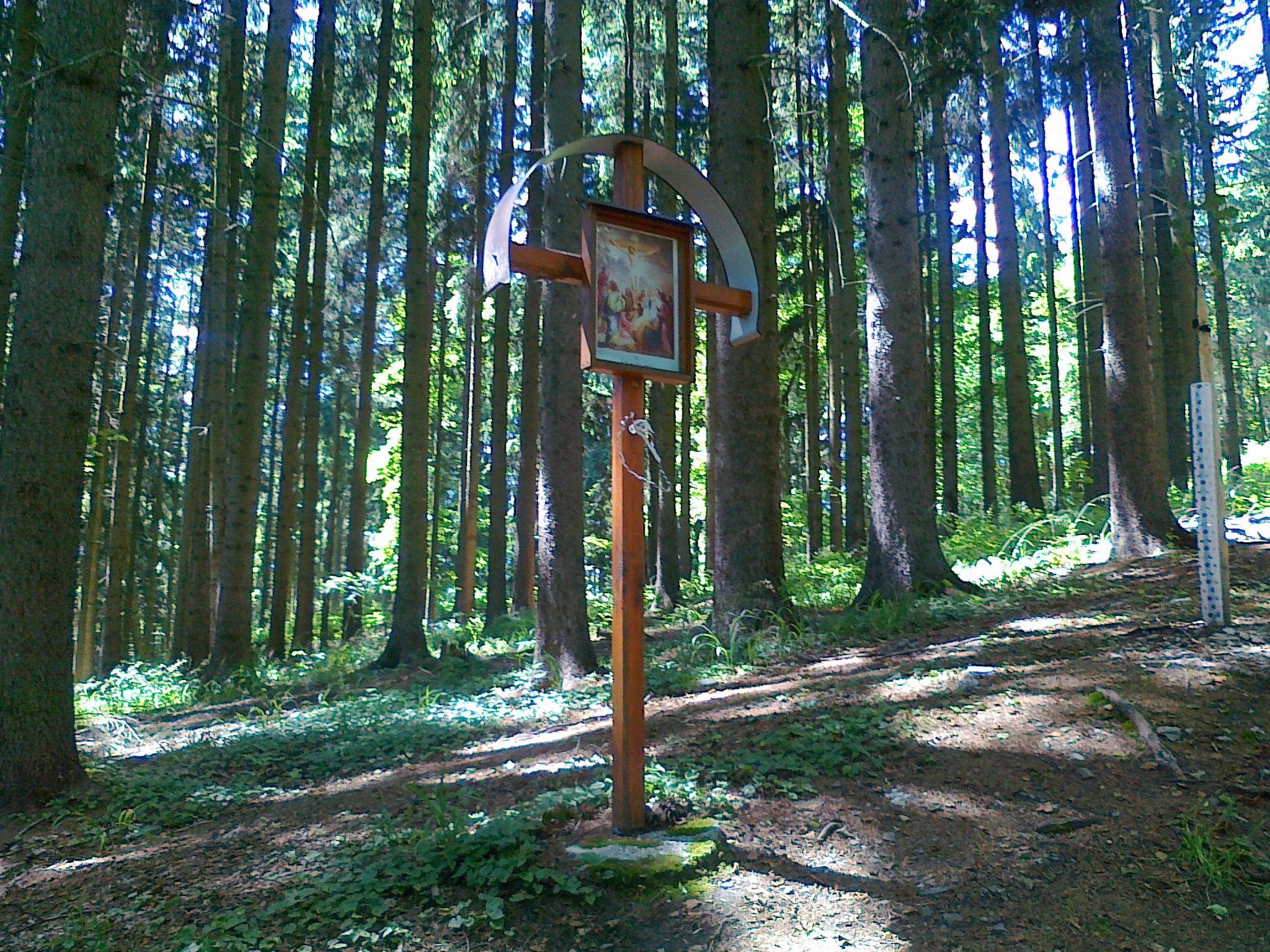
XII stacja drogi krzyżowej na stoku góry Anenský vrch (2014 rok)

W górnej części stoku południowo-wschodniego, wzdłuż alei biegnącej niemalże w linii prostej o nazwie Alej k Anenskému vrchu, przy której znajduje się wiele drzew uznanych za pamiątkowe wyznaczono w 2005 roku stacje drogi krzyżowej. Stacje usytuowano przy czerwonym szlaku turystycznym , pomiędzy skrzyżowaniem turystycznym o nazwie Alej k Anenskému vrchu z podaną na tablicy informacyjnej wysokością 775 m, a skrzyżowaniem turystycznym o nazwie Anenský vrch, znajdującym się blisko kościoła św. Anny. Trasa drogi krzyżowej z 15 stacjami usytuowanymi po lewej stronie alei (z wyjątkiem stacji XIII i XIV, które znajdują się po prawej stronie alei) ma długość około 370 m oraz przewyższenie około 60 m, ze średnią odległością pomiędzy stacjami około 30 m. Na każdej stacji znajduje się drewniany krzyż przytwierdzony do podłoża betonowym fundamentem, który jest chroniony u góry daszkiem w postaci zamocowanego do ramiom krzyża pasa blachy. Na każdym krzyżu zamontowano w środku oprawiony w ramę obraz pasyjny, przedstawiający dany fragment stacji drogi krzyżowej Jezusa Chrystusa, który wykonał czeski rzeźbiarz František Nedomlel.

### Szczyt główny

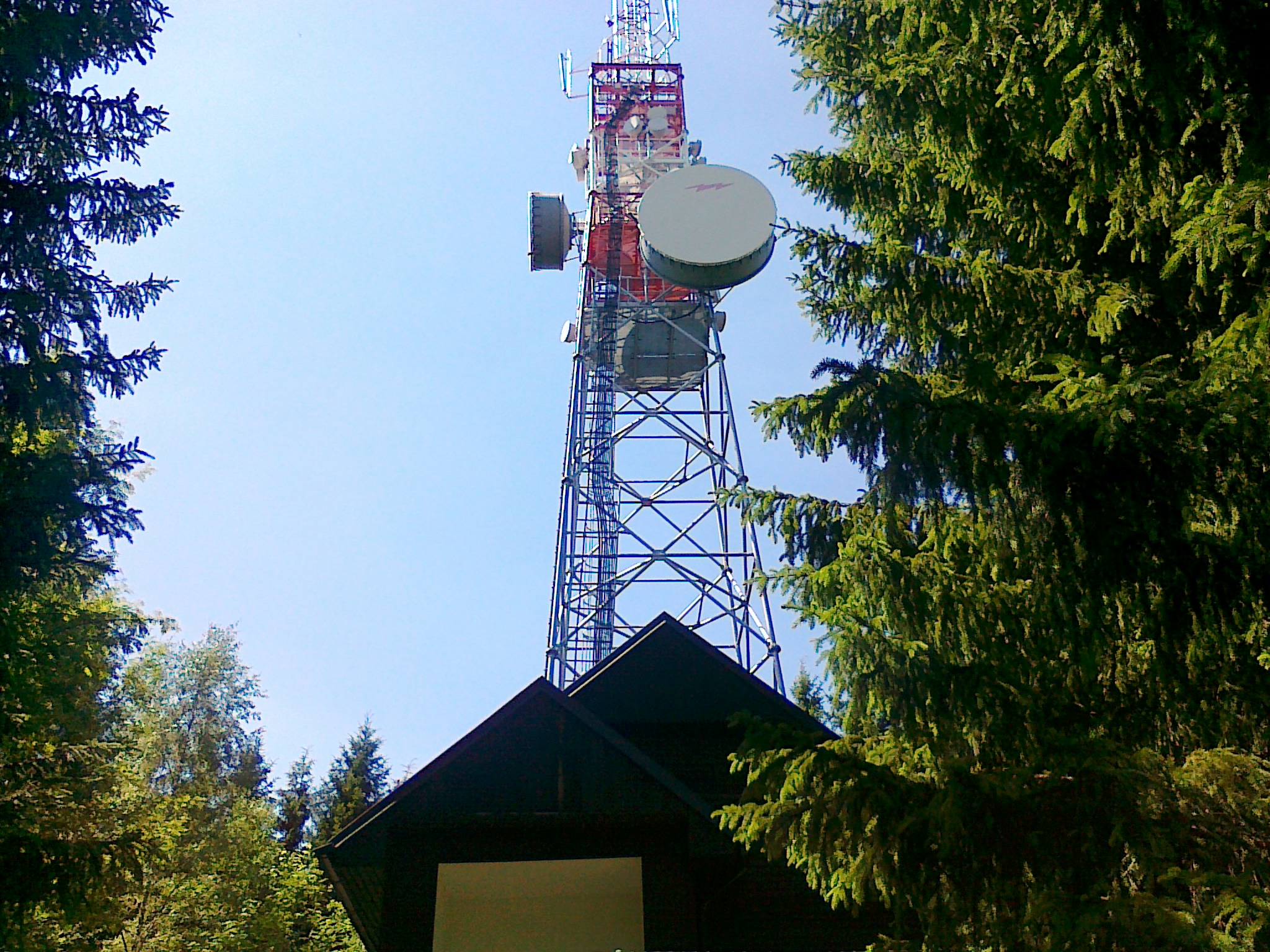
Wieża na połaci szczytowej góry Anenský vrch (2014 rok)

Na szczyt nie prowadzi żaden znakowany szlak turystyczny. Przez połać szczytową przebiega ścieżka główna biegnąca z żółtego szlaku turystycznego . Szczyt znajduje się wśród gęstego zalesienia boru świerkowego i z tego powodu nie jest on punktem widokowym. Na połaci szczytowej znajduje się wspomniana wcześniej wieża stacji przekaźnikowej oraz budynek stacji przekaźnikowej ze znajdującą się w środku instalacją. Główny punkt geodezyjny, oznaczony na mapach geodezyjnych numerem (34.), o wysokości 860,69 m n.p.m. oraz współrzędnych geograficznych (50°04′25,70″N 17°22′41,17″E/50,073806 17,378103), położony jest w odległości około 5 m na południowy wschód od szczytu. Państwowy urząd geodezyjny o nazwie (cz. Český úřad zeměměřický a katastrální (CÚZK)) w Pradze podaje jako najwyższy punkt góry – szczyt – o wysokości 860,7 m n.p.m. i współrzędnych geograficznych (50°04′25,8″N 17°22′40,9″E/50,073833 17,378028).
Dojście do szczytu następuje krótką nieoznakowaną ścieżką o długości około 180 m biegnącą z żółtego szlaku turystycznego , w odległości około 120 m od skrzyżowania turystycznego o nazwie Anenský vrch.

### Szczyt drugorzędny
Anenský vrch jest górą o podwójnym szczycie. W odległości około 770 m na północny zachód od szczytu głównego można wyróżnić drugorzędny szczyt określony jako Anenský vrch–SZ o wysokości 844 m n.p.m. i współrzędnych geograficznych (50°04′37,5″N 17°22′06,7″E/50,077083 17,368528), oddzielony od szczytu głównego mało wybitną przełęczą o wysokości 836 m n.p.m.. Szczyt drugorzędny Anenský vrch–SZ zlokalizowany jest wśród zalesienia boru świerkowego. Z uwagi na zalesienie nie jest on punktem widokowym oraz nie ma na nim punktu geodezyjnego .

### Geologia
Pod względem geologicznym masyw góry Anenský vrch zbudowany jest ze słabo zmetamorfizowanych skał osadowych należących do strefy śląsko-morawskiej (formacja andelskohorska), głównie: łupków ilastych, szarogłazów i aleurytów, a podrzędnie piaskowców drobnoziarnistych.

### Wody
Grzbiet główny (grzebień) góry Pradziad, biegnący od przełęczy Skřítek do przełęczy Červenohorské sedlo oraz dalej do przełęczy Ramzovskiej (cz. Ramzovské sedlo) jest częścią granicy Wielkiego Europejskiego Działu Wodnego, dzielącej zlewiska Morza Bałtyckiego i Morza Czarnego . 
Szczyt wraz ze stokami góry Anenský vrch położony jest na wschód od tej granicy, należy więc do zlewni Morza Bałtyckiego, do którego płyną wody m.in. z dorzecza rzeki Odry, będącej przedłużeniem płynących z tej części Wysokiego Jesionika górskich potoków (m.in. płynących w pobliżu góry potoków o nazwie Stará voda, Zlatý potok, Uhlířský potok czy Světlohorský potok). Ze stoku południowo-wschodniego bierze swój początek wspomniany wcześniej potok o nazwie Světlohorský potok, natomiast ze stoku południowo-zachodniego bierze swój początek krótki, nienazwany potok, będący dopływem potoku Stará voda. Na stoku południowym, w odległości około 950 m na południowy wschód od szczytu, na wysokości około 720 m n.p.m. znajduje się źródło o nazwie (cz. Studánka Pod Lipami), blisko nieoznakowanej drogi biegnącej z miejscowości Andělská Hora. Ponadto u podnóża stoku południowo-zachodniego znajduje się zbliżony w rzucie poziomym do owalnego staw rybny o długości około 150 m oraz u podnóża stoku zachodniego na płynącym potoku o nazwie Zlatý potok inny staw o długości około 20 m. Z uwagi na stosunkowo łagodne nachylenia stoków, w obrębie góry nie występują m.in. wodospady czy kaskady. 

## Ochrona przyrody
Cała góra na zachód od przebiegającej drogi nr 452 (oprócz podnóży stoków północno-wschodniego, wschodniego i południowo-wschodniego) znajduje się w obrębie wydzielonego obszaru objętego ochroną o nazwie Obszar Chronionego Krajobrazu Jesioniki (cz. Chráněná krajinná oblast (CHKO) Jeseníky), a utworzonego w celu ochrony utworów skalnych, ziemnych i roślinnych oraz rzadkich gatunków zwierząt. Na stokach nie utworzono żadnych rezerwatów przyrody lub innych obiektów nazwanych pomnikami przyrody. 
W celu ochrony unikalnego ekosystemu przez górę wyznaczono w 2010 roku z miejscowości Andělská Hora ścieżkę dydaktyczną o nazwie (cz. NS Anenský vrch), o długości około 2,9 km, na trasie: 
 Andělská Hora – góra Anenský vrch – Anenský vrch (z 6 stanowiskami obserwacyjnymi na trasie)

### Drzewa pamiątkowe
U podnóża stoku południowego oraz na stoku południowo-wschodnim przy alei o nazwie Alej k Anenskému vrchu znajdują się stare drzewa uznane za pamiątkowe.
| Drzewa pamiątkowe na stoku góry Anenský vrch | |                                  |             |            |               |
| Lp.                                          | Drzewo (szt.) | Lokalizacja                      | Rok uznania | Wysokość m | Obwód pnia cm |
| 1                                            | Brzoza brodawkowata (1), Jesion wyniosły (20), Kasztanowiec pospolity (1), Klon jawor (126), Klon zwyczajny (19), Lipa (52), Lipa drobnolistna (27), Lipa szerokolistna (11) | przy alei Alej k Anenskému vrchu | 2008        |            |               |
| 2                                            | Lipa drobnolistna u kříže pod Annenskou studánkou (1) | podnóże stoku południowego       | 2001        | 20         | 355           |

## Turystyka
Góra położona jest przy miejscowości Andělská Hora, z hotelem Anděl i bazą pensjonatów oraz przy osadzie Suchá Rudná z bazą pensjonatów. Ponadto do miejscowości Světlá Hora jest od szczytu około 3,5 km w kierunku południowo-wschodnim, około 5 km na zachód od szczytu do miejscowości Karlova Studánka z bazą hoteli i pensjonatów oraz około 5 km na północ do miejscowości Vrbno pod Pradědem z bazą hoteli i pensjonatów.
U podnóży stoków znajdują się następujące pensjonaty:
- Andělská Hora: Chalupa Andělská Hora[30]
- Suchá Rudná: Chata U Komárka[31], Pension AnJa[32]

Kluczowym punktem turystycznym jest skrzyżowanie turystyczne położone w odległości około 180 m na południe od szczytu, o nazwie (cz. Anenský vrch) z podaną na tablicy informacyjnej wysokością 830 m, przez które przechodzą szlaki turystyczne, szlak rowerowy, ścieżka dydaktyczna i trasa narciarstwa biegowego. 

### Szlaki turystyczne i rowerowe
Klub Czeskich Turystów (cz. Klub Českých Turistů) wytyczył w obrębie góry dwa szlaki turystyczne na trasach:
 Vrbno pod Pradědem – Pod Vysokou – góra Vysoká hora – góra Kopřívník – kościół św. Anny – góra Anenský vrch – Andělská Hora – Světlá Hora
 Przełęcz Hvězda – góra Hřeben – szczyt  Ovčí vrch (1) – przełęcz Malá hvězda – szczyt Kopřívník – góra Anenský vrch – kościół św. Anny – dolina potoku Uhliřský potok – ruiny zamku Freudenstein – góra Kamenný vrch – Karlovice
Przez górę wytyczono dwa szlaki rowerowe na trasach:
 Suchá Rudná – Andělská Hora – góra Anenský vrch – góra Kopřivník – Vrbno pod Pradědem
 (nr 6029) Bruntál – Rudná pod Pradědem – Suchá Rudná – przełęcz Hvězda – Karlova Studánka – przełęcz Kóta – Vidly – Vrbno pod Pradědem

### Trasy narciarskie
Przy miejscowości Andělská Hora, u podnóża stoku południowo-wschodniego znajduje się ośrodek narciarski o nazwie (cz. Ski Annaberg) ze znajdującym się przy drodze nr 452 parkingiem. W okresach ośnieżenia przy ośrodku tym na stoku góry Anenský vrch zlokalizowano następujące trasy narciarstwa zjazdowego i snowboardingu: 
| Trasy narciarstwa zjazdowego i snowboardingu z wyciągami z góry Anenský vrch |                    |                 |                     |                |                   |
| Lp.                                                                          | Trasa i oznaczenie | Długość trasy m | Różnica wysokości m | Rodzaj wyciągu | Długość wyciągu m |
| 1                                                                            | Hlavní 1           | 750             | 125                 | orczykowy      | 800               |
| 2                                                                            | Okolo lesa 4       | 1150            | 125                 | orczykowy      | 800               |
| 3                                                                            | Snowboard park 5   | 350             | 60                  | orczykowy      | 300               |
| 4                                                                            | Dětské hřiště 6    | 50              | 10                  | orczykowy      | 50                |

Ponadto na części czerwonego szlaku turystycznego  oraz innych ścieżkach wytyczono trasę narciarstwa biegowego o nazwie tzw. (cz. Jesenická magistrála).